# Conjunto errante
En sistemas dinámicos y teoría ergódica, el concepto de conjunto errante formaliza una cierta idea de movimiento y mezcla en tales sistemas. Cuando un sistema dinámico tiene un conjunto errante de medida distinta de cero, entonces el sistema es un sistema disipativo. Esto es muy opuesto a un sistema conservativo, para el cual se aplican las ideas del teorema de recurrencia de Poincaré. Intuitivamente, la conexión entre conjuntos errantes y disipación se comprende fácilmente: si una parte del espacio de fase "se aleja" durante la evolución temporal normal del sistema y nunca se vuelve a visitar, entonces el sistema es disipativo. El lenguaje de los conjuntos errantes se puede utilizar para dar una definición matemática precisa al concepto de sistema disipativo. George Birkhoff introdujo la noción de conjuntos errantes en el espacio de fases en 1927.

## Puntos errantes
Una definición común de tiempo discreto de conjuntos errantes comienza con un mapa {\displaystyle f:X\to X} de un espacio topológico X. Un punto {\displaystyle x\in X} se dice que es un punto errante si hay un entorno U de x y un entero positivo N tal que para todos {\displaystyle n>N}, el mapa iterado no se cruza:
{\displaystyle f^{n}(U)\cap U=\varnothing .}
Una definición más práctica solo requiere que la intersección tenga medida cero. Para ser precisos, la definición requiere que X sea un espacio de medida, es decir, parte de un triple {\displaystyle (X,\Sigma ,\mu )} de conjuntos de Borel {\displaystyle \Sigma } y una medida {\displaystyle \mu } tal que
{\displaystyle \mu \left(f^{n}(U)\cap U\right)=0,}
para todos {\displaystyle n>N}. Del mismo modo, un sistema de tiempo continuo tendrá un mapa {\displaystyle \varphi _{t}:X\to X} definir la evolución temporal o el flujo del sistema, con el operador de evolución temporal {\displaystyle \varphi } siendo una acción grupal abeliana continua de un parámetro en X:
{\displaystyle \varphi _{t+s}=\varphi _{t}\circ \varphi _{s}.}
En tal caso, un punto errante {\displaystyle x\in X} tendrá un entorno U de x y un tiempo T tal que para todos los tiempos {\displaystyle t>T}, el mapa evolucionado en el tiempo es de medida cero:
{\displaystyle \mu \left(\varphi _{t}(U)\cap U\right)=0.}
Estas definiciones más simples pueden generalizarse completamente a la acción de grupo de un grupo topológico. Dejando que {\displaystyle \Omega =(X,\Sigma ,\mu )} sea un espacio de medida, es decir, un conjunto con una medida definida en sus subconjuntos de Borel. Y dejando a {\displaystyle \Gamma } ser un grupo actuando en ese conjunto. Dado un punto {\displaystyle x\in \Omega }, el conjunto
{\displaystyle \{\gamma \cdot x:\gamma \in \Gamma \}}
se llama trayectoria u órbita del punto x.
Un elemento {\displaystyle x\in \Omega } se llama un punto errante si existe una vecindad U de x y una vecindad V de la identidad en {\displaystyle \Gamma } tal que
{\displaystyle \mu \left(\gamma \cdot U\cap U\right)=0}
para todos {\displaystyle \gamma \in \Gamma -V} .

## Puntos no errantes
Un punto no errante es lo contrario. En el caso discreto, {\displaystyle x\in X} no es errante si, para cada conjunto abierto U que contiene x y cada N > 0, hay algo de n > N tal que
{\displaystyle \mu \left(f^{n}(U)\cap U\right)>0.}
Se siguen definiciones similares para las acciones grupales de tiempo continuo y discretas y continuas.

## Conjuntos errantes y sistemas disipativos
Un conjunto errante es una colección de puntos errantes. Más precisamente, un subconjunto W de {\displaystyle \Omega } es un conjunto errante bajo la acción de un grupo discreto {\displaystyle \Gamma } si W es medible y si, para cualquier {\displaystyle \gamma \in \Gamma -\{e\}} la intersección
Error al representar (SVG (MathML puede ser habilitado mediante un plugin de navegador): respuesta no válida («Math extension cannot connect to Restbase.») del servidor «http://localhost:6011/es.wikipedia.org/v1/»:): {\displaystyle \gamma W \cap W}

es un conjunto de medida cero.
El concepto de conjunto errante es, en cierto sentido, dual con las ideas expresadas en el teorema de recurrencia de Poincaré. Si existe un conjunto errante de medidas positivas, entonces la acción de {\displaystyle \Gamma } se dice que es disipativa, y el sistema dinámico {\displaystyle (\Omega ,\Gamma )} se dice que es un sistema disipativo. Si no existe tal conjunto errante, se dice que la acción es conservativa y el sistema es un sistema conservador. Por ejemplo, cualquier sistema para el que se cumple el teorema de recurrencia de Poincaré no puede tener, por definición, un conjunto errante de medida positiva; y, por tanto, es un ejemplo de un sistema conservador.
Defina la trayectoria de un conjunto errante W como
{\displaystyle W^{*}=\bigcup _{\gamma \in \Gamma }\;\;\gamma W.}
La acción de {\displaystyle \Gamma } se dice que es completamente disipativa si existe un conjunto errante W de medida positiva, tal que la órbita {\displaystyle W^{*}} es casi en todas partes igual a {\displaystyle \Omega }, es decir, si
{\displaystyle \Omega -W^{*}}
es un conjunto de medida cero.
La descomposición de Hopf establece que cada espacio de medida con una transformación no singular se puede descomponer en un conjunto conservador invariante y un conjunto errante invariante.